# Валенсуэла Мельид, Эдмундо Понсиано
Эдмундо Понсиано Валенсуэла Мельид (исп. Edmundo Ponziano Valenzuela Mellid; род. 19 ноября 1944, Вильяррика, Парагвай) — парагвайский прелат, член монашеской конгрегации вербистов (S.D.B.).Апостольский викарий Чако-Парагвайо с 13 февраля 2006 по 8 ноября 2011. Титулярный епископ Узалиса с 13 февраля 2011 по 6 ноября 2014. Коадъютор архиепископа Асунсьона с 8 ноября 2011 по 6 ноября 2014. Архиепископ Асунсьона с 6 ноября 2014 по 22 февраля 2022.

## Биография
Родился 9 ноября 1944 года в городе Вильяррика, Парагвай. 29 января 1968 года принёс вечные монашеские обеты. 3 апреля 1971 года был рукоположен в священника.
13 февраля 2006 года Римский папа Бенедикт XVI назначил Эдмундо Понсиано Валенсуэлу Мельида апостольским викарием Чако-Парагвайо и титулярным епископом Узалиса. 22 апреля 2006 года состоялось рукоположение в епископа, которое совершил архиепископ Асунсьона Эустакио Пастор Кукехо Верга в сослужении с епископом Консепсьона Сакариасом Ортисом Ролоном и епископом Ломас-де-Саморы Агустином Роберто Радридзани.
8 ноября 2011 года назначен вспомогательным епископом Асунсьона. 6 ноября 2014 года Римский папа Франциск назначил его архиепископом Асунсьона.